# آتشفشان سان کریستوبال
آتشفشان سان کریستوبال (به اسپانیایی: Volcán San Cristóbal) که با نام‌های ال ویخو (به اسپانیایی: El Viejo) و چیچیگالپا (به اسپانیایی: Chichigalpa) نیز شناخته می‌شود، آتشفشان چینه‌ای فعالی به ارتفاع ۱۷۴۵ متر واقع در نیکاراگوئه در آمریکای مرکزی است. این آتشفشان همچنین بلندترین و فعالترین آتشفشان در این کشور است.

## مشخصات
آتشفشان سان کریستوبال در بخش چیچیگالپا و در ۹۵ مایلی شمال غربی ماناگوآ قرار دارد و جوانترین و فعالترین مخروط از مجموع ۵ ساختار آتشفشانی تشکیل‌دهندهٔ مجموعهٔ آتشفشانی سان کریستوبال در منتهی‌الیه شمال غربی رشته‌کوه مارابیوس محسوب می‌شود. لا کاسیتا، ال چونکو، مویوتپه و لا پلونا دیگر آتشفشان‌های این مجموعهٔ آتشفشانی هستند. ال چونکو در ۴ کیلومتری غرب، مویوتپه در ۴ کیلومتری شمال شرقی و کاسیتا درست در شرق سان کریستوبال قرار داشته و کالدرای لا پلونا در منتهی‌الیه شرقی این مجموعهٔ آتشفشانی واقع است.
سان کریستوبال آتشفشانی متقارن و مخروطی شکل است و دهانه‌ای به ابعاد ۵۰۰ در ۶۰۰ متر در بالای آن قرار دارد. حلقهٔ این دهانهٔ آتشفشانی در قسمت جنوب غربی ۱۴۰ متر بلندتر از حلقهٔ شمال شرقی است زیر وزش باد در این قسمت سبب پخش شدن تفرا در جنوب غربی دهانهٔ سان کریستوبال می‌شود. این آتشفشان ۱۷۴۵ متری ارتفاع داشته و به دلیل دامنه‌های شیبدارش یکی از صعب‌الصعودترین آتشفشان‌های نیکاراگوئه شناخته می‌شود.

## فعالیت‌های آتشفشانی
آتشفشان سان کریستوبال فعالترین آتشفشان در نیکاراگوئه است و گاز و دود به‌طور مداوم از آن خارج شده و هرازگاه زمین‌لرزه‌هایی در اطراف آن به ثبت می‌رسد. فوران‌های این آتشفشان که با فعالیت‌های انفجاری کوچک تا متوسط همراه بوده‌است از سدهٔ شانزدهم تا کنون گزارش شده‌است.
سان کریستوبال آخرین بار در ۸ سپتامبر ۲۰۱۲ و به‌دنبال زلزلهٔ شدید کاستاریکا فوران کرد. وقوع سه انفجار شدید در این آتشفشان و تشکیل ستونی از دود و خاکستر به ارتفاع تقریبی ۱۶۰۰ متر در بالای مخروط سان کریستوبال به تخلیهٔ اضطراری حدوداً ۳۰۰۰ نفر از اهالی دهکده‌های اطراف آتشفشان انجامید. بنا بر تخمین ارتفاع اولیهٔ این ستون خاکستر به هنگام فوران احتمالاً به ۱۰ کیلومتر می‌رسید که پس از آن به‌سرعت از ارتفاع آن کاسته شد.